# John Dundas (1845-1892)
John Charles Dundas (21 septembre 1845 - 13 septembre 1892) est un homme politique libéral britannique.

## Biographie
Dundas est un fils cadet de John Dundas, fils cadet de Lawrence Dundas (1er comte de Zetland). Sa mère est Margaret Matilda, fille de James Talbot, tandis que Lawrence Dundas (1er marquis de Zetland), est son frère aîné. Lorsque son frère aîné succède au comté de Zetland en 1873, Dundas obtient le rang de fils cadet d'un comte et est ainsi nommé l'honorable John Dundas.

## Carrière politique
Dundas est réélu au Parlement pour Richmond, Yorkshire, en 1873 (succédant à son frère aîné), un siège qu'il occupe jusqu'en 1885. Il est également Lord Lieutenant des Orcades et des Shetland entre 1872 et 1892.

## Famille
Dundas épouse Alice Louisa, fille de Charles Wood (1er vicomte Halifax), en 1870. Il meurt en septembre 1892, âgé de 46 ans. Sa femme lui survit plus de 40 ans et meurt en juin 1934.